# Amilcare Rossi
Amilcare Rossi (Lanuvio, 1º gennaio 1895 – Roma, 31 maggio 1977) è stato un politico italiano.

## Biografia
Laureato in Giurisprudenza e in Lettere e filosofia, operò come insegnante di scuole superiori e avvocato. Nazionalista, prese parte alla prima guerra mondiale come ufficiale di complemento del 28º reggimento fanteria (Brigata Pavia) e il 10 ottobre 1916, per il suo comportamento a Vertoiba, dove fu ferito in combattimento, ottenne la medaglia d'oro al valor militare con la seguente motivazione:
Volontariamente, si recò per ben tre volte di pieno giorno a collocare tubi esplosivi sotto il reticolato nemico e nonostante il fuoco avversario, si spinse con pochi valorosi a riconoscere i danni prodotti dal nostro bombardamento sulle difese nemiche, completandovi un varco con le pinze. Concessogli, poi, in seguito a sua insistente richiesta, di partecipare all’attacco della posizione, alla testa del suo plotone si slanciò risolutamente all’assalto, trascinandovi con entusiastico ardimento i suoi soldati. Ferito una prima volta, continuò a combattere.
Nuovamente e gravemente colpito colla frattura del femore sinistro, non volle essere allontanato dalla linea che a notte, per non distogliere uomini dal combattimento. Non guarito completamente dalla grave ferita riportata, chiedeva con insistenza, ed otteneva, di ritornare alla fronte. Fulgido esempio di valore, di abnegazione e di elevatissimo sentimento del dovere, spinto sino al sacrificio. Vertoiba, 10 ottobre 1916. Nel marzo del 1918 venne nominato capitano e, con riferimento alla sua esperienza bellica, anni dopo avrebbe scritto "La preghiera dell'Alpino combattente".
Nella prima metà degli anni Venti venne scelto da governo come componente della Commissione Giurisdizionale per i beni dei sudditi ex nemici della guerra 1915-18. Il 2 marzo 1925, a seguito di un decreto di Mussolini, ricevette la nomina a presidente del triunvirato reggente l'Associazione Nazionale Combattenti della quale poi diventò presidente effettivo (1927-1943). Nello stesso anno fu fra i promotori e fondatori del Gruppo Medaglie d'Oro dell'Istituto del Nastro Azzurro (associazione fra i decorati al valor militare), di cui sarebbe diventato in seguito presidente nazionale.
Esponente del Partito Nazionale Fascista dal 1923, dal 1927 al 1928 fu segretario federale di Terni. Fu deputato per tre legislature (dal 20 aprile 1929 al 2 agosto 1943). Comandante di battaglione durante la guerra d'Etiopia, prese parte al secondo conflitto mondiale sul fronte italo-francese. Fu l'ultimo Sottosegretario alla Presidenza del Consiglio dei ministri del governo Mussolini dal 6 febbraio al 25 luglio 1943.
Dopo l'8 settembre e l'armistizio con gli Alleati si ritirò a vita privata. Nel 1946 subì un processo in quanto ex esponente del passato regime, ma al termine del procedimento venne assolto con formula piena. Negli ultimi anni della sua vita continuò a lavorare come legale e nel 1969 scrisse il libro di memorie Figlio del mio tempo.

## Pubblicazioni
- Figlio del mio tempo, Romana Libri Alfabeto, Roma, 1969.